# Baptisme
Het baptisme is een stroming binnen het protestantisme, ontstaan in 1609 onder puriteinse vluchtelingen van Engeland in Amsterdam na contacten met Nederlandse doopsgezinden. Twee Engelse predikanten John Smyth en Thomas Helwys worden als stichters gezien. Baptisten verwerpen de kinderdoop en zijn voorstander van de volwassenendoop (ook wel geloofsdoop genoemd) door onderdompeling.
Baptisten verenigen zich in zelfstandige, plaatselijke gemeenten. Baptisten worden onderscheiden van anabaptisten (wederdopers), met wie geen verwantschap bestaat en ook van doopsgezinden, met wie er wel een verwantschap bestaat.
In de Verenigde Staten vormen de baptisten een van de grootste kerkgenootschappen. In Nederland zijn de meeste gemeenten aangesloten bij de Unie van Baptistengemeenten. In België zijn de baptisten verenigd in de Bond van Evangelische Baptistenkerken.

## Leer en kerkgenootschappen

Ontstaan van de verschillende protestantse stromingen in Nederland

Ontstaansgeschiedenis van kerkgenootschappen in Nederland

Kenmerkend voor baptisten is dat men zich laat dopen nadat men tot geloof in Jezus Christus is gekomen en door middel van een openbare belijdenis Jezus als Verlosser en Heer heeft aangenomen. De doop geschiedt door volledige onderdompeling in water. De vorm van dopen waarbij zuigelingen worden besprenkeld met water (de kinderdoop) wordt verworpen omdat baby's nog niet bewust geloven.
Het woord baptist is afgeleid van het Griekse woord βαπτιστής (baptistés, "baptist"), dat verwant is met het werkwoord βαπτίζω (baptízo, "dopen, wassen, onderdompelen"), en het Latijnse baptista.
Vooral in de Engelstalige wereld heeft deze stroming erg veel aanhang. Charles Spurgeon was een bekende baptistenprediker. Er zijn binnen het baptisme ook weer allerlei stromingen die variëren van vrijzinnig tot orthodox. In de VS is het baptisme een van de grootste christelijke stromingen omdat veel baptisten in Europa vervolgd werden en naar Amerika vluchtten. Met name in de zuidelijke staten hebben zij veel aanhang. De Southern Baptist Convention staat bekend om haar orthodoxie en is het grootste protestantse kerkgenootschap in de VS.

### In Nederland
De eerste Nederlandse baptistengemeente is ontstaan te Gasselternijveen. Johannes Elias Feisser was tot 1 januari 1844 predikant in Gasselternijveen. Eind 1843 was hij door conflicten over onder andere de kinderdoop uit zijn ambt gezet. Hierna komt Feisser in contact met Duitse baptisten in Hamburg. Op 15 mei 1845 liet Feisser zich met enkele volgelingen in een veenkanaal te Gasselternijveen door de Duitse baptist J. Köbner door middel van onderdompeling dopen. Na deze volwassenendoop werd Feisser gekozen tot voorganger van de eerste Nederlandse baptistengemeente (genoemd 'Gemeente van Gedoopte Christenen'). Op 15 mei 2005 is op de vermoedelijke plaats van genoemde doop door de baptisten een herinneringszuil onthuld ter herdenking van deze eerste baptische onderdompeling in Nederland.
In Nederland is een groot aantal baptistengemeenten aangesloten bij de Unie van Baptistengemeenten in Nederland. Gemeenten die niet zijn aangesloten bij deze unie noemt men onafhankelijke of vrije baptistengemeenten. Overigens werkt een aantal vrije baptistengemeenten samen in de ABC-gemeenten (voluit Alliantie van Baptisten en CAMA-gemeenten), een fusie van de Broederschap van Baptistengemeenten in Nederland (BBN) en de Christian and Missionary Alliance (CAMA). De Unie van Baptistengemeenten en ABC-gemeenten onderzoeken sinds 2011 een samensmelting van beide kerkgenootschappen, waarvan men hoopt dat deze in 2019 leidt tot een nieuw gezamenlijk kerkgenootschap.
Ook zijn er zevendedagsbaptisten die de eredienst niet op zondag houden en de rustdag niet op zondag vieren, maar op sabbat (zaterdag) net zoals de joden en zevendedag adventisten. Men baseert dit op het oudtestamentische vierde gebod, waarin gesproken wordt van de rustdag als zevende dag van de week.

### In België
In 1895 werd in Ougrée de eerste predikant bevestigd. Deze gemeente ontstond doordat twee Waalse seizoenarbeiders uit Ougrée in het Franse Denain, ten zuidwesten van Valenciennes, in contact waren gekomen met een lokale baptistenkerk. Terug in Ougrée stichtten ze daar zelf een baptistenkerk, die in 1893 haar eerste predikant, Achille Brognies aantrok. In de loop van de 20e eeuw ontstonden er ook in Vlaanderen enkele baptistenkerken.

## Bekende baptisten

### Nederland
- Jan Willem Weenink (1886-1975), predikant
- Arie van den Hoef (1940-2020), penningmeester Unie[2]
- Orlando Bottenbley (1951), predikant
- Wigle Tamboer (1955), predikant
- Henk Stoorvogel (1977), voorganger en christelijk schrijver

### Verenigd Koninkrijk
- John Bunyan (1628-1688), Engels predikant en christelijk schrijver
- William Carey (1761-1834), Engels zendeling ('vader van de moderne zending')
- Johannes Elias Feisser (1805-1865), Nederlands predikant en theoloog, stichter van het baptisme in Nederland
- Hudson Taylor (1832-1905), Brits arts en zendeling
- Charles Spurgeon (1834-1892), Engels predikant, evangelist en christelijk schrijver van boeken en liederen
- David Pawson (1930-2020), Brits predikant, theoloog, spreker en christelijk schrijver
- Teun van der Leer (1958), Nederlands theoloog, rector van het baptisten seminarium Amsterdam

### Verenigde Staten
Presidenten en vicepresidenten
- Harry S. Truman (1884-1972), president (1945-1953)
- Jimmy Carter (1924-2024), president (1977-1981)
- Bill Clinton (1946), president (1993-2001)
- Al Gore (1948), vicepresident (1993-2001) en milieuactivist

Ook het conservatief-christelijke methodisme heeft de nodige presidenten en vicepresidenten opgeleverd.
Andere Amerikanen
- William Miller (1782-1849), predikant en theoloog
- Adoniram Judson (1788-1850), zendeling
- John Piper (1946) Amerikaans predikant en christelijk schrijver
- John D. Rockefeller (1839-1937), filantroop en ondernemer
- Walter Rauschenbusch (1861-1918), theoloog van het Social Gospel
- Mahalia Jackson (1911-1972), gospelzangeres
- Billy Graham (1918-2018), predikant, evangelist en christelijk schrijver
- Jesse Helms (1921-2008), senator
- Bettie Page (1923-2008), fotomodel
- Doc Watson (1923-2012), folkmuzikant
- Coretta Scott King (1927-2006), burgerrechtenactiviste, echtgenote van Martin Luther King
- Martin Luther King (1929-1968), predikant en leider van de Amerikaanse Burgerrechtenbeweging
- Fred Phelps (1929-2014), predikant en advocaat (Westboro Baptist Church)
- Johnny Cash (1932-2003), countryzanger
- Jerry Falwell (1933-2007), televisiepredikant
- John McCain (1936-2018), politicus, Republikeins presidentskandidaat 2008
- Dick Gephardt (1941), advocaat en politicus
- Jesse Jackson (1941), predikant, politicus en burgerrechtenactivist
- Aretha Franklin (1942-2018), zangeres
- Jerry B. Jenkins (1949), christelijk schrijver
- Kent Hovind (1953), evangelist en jonge aarde creationist
- Al Sharpton (1954), predikant, mensenrechtenactivist en politicus
- Rick Warren (1954), predikant en christelijk schrijver
- John Grisham (1955), schrijver van juridische thrillers
- Mike Huckabee (1955), predikant en politicus (een van de Republikeinse presidentskandidaten van 2008)
- Brian Littrell (1975), pop- en gospelzanger
- Rebecca St. James (1977), christelijk (musical)actrice, schrijfster en zangeres

### Elders
- Tommy Douglas (1904-1986), Canadees predikant, politicus en vrijmetselaar (in 2004 verkozen tot The Greatest Canadian)
- Olusegun Obasanjo (1937), Nigeriaans president (1976-1979 en 1999-2007)
- Levy Mwanawasa (1948-2008), Zambiaans president (2002-2008)

## Aantal baptisten in de wereld
In 2009 waren er volgens de BBC zo'n 40 miljoen baptisten wereldwijd. Eind 2017 waren dat er zo'n 47,5 miljoen baptisten, waar dat een jaar eerder nog een half miljoen meer was. Zie onderstaande tabel voor aantallen per werelddeel.
| Regio                | Kerken  | Leden      |
| -------------------- | ------- | ---------- |
| Europa               | 13.132  | 732.038    |
| Midden-Oosten        | 106     | 6.440      |
| Afrika               | 43.857  | 18.929.416 |
| Zuid-Amerika         | 15.014  | 3.395.118  |
| Noord-Amerika        | 55.649  | 19.766.653 |
| Midden-Amerika       | 3.349   | 232.714    |
| Caraïben             | 2.854   | 367.367    |
| Azië & Stille Oceaan | 34.530  | 5.070.578  |
| Totaal               | 168.491 | 47.500.324 |